# Henri IV le Fidèle
Pour les articles homonymes, voir Henri, Henri II et Henri IV.
 (avril 2012).
Si vous disposez d'ouvrages ou d'articles de référence ou si vous connaissez des sites web de qualité traitant du thème abordé ici, merci de compléter l'article en donnant les références utiles à sa vérifiabilité et en les liant à la section « Notes et références ».
Henri IV le Fidèle (en polonais Henryk IV Wierny), connu aussi sous le nom d'Henri II de Żagań (en polonais Henryk II Żagański), de la dynastie des Piasts, est né vers 1292, et décédé le 22 janvier 1342 à Żagań.
Fils aîné d'Henri III de Głogów et de Mathilde de Brunswick, il est le frère de Conrad Ier d'Oleśnica, de Boleslas d'Oleśnica, de Jean de Ścinawa et de Przemko II de Głogów.

## Biographie

### Fils d'HenriIIIde Głogów
Le 10 mars 1296, Henri III de Głogów et Ladislas Ier de Pologne, qui se disputent la Grande-Pologne, trouvent un accord de partage. De plus, le duc de Cujavie adopte Henri IV le Fidèle à qui il promet d'offrir, lorsque celui-ci atteindra l'âge de sa majorité, le duché de Poznań. Et si Ladislas décède sans descendance, Henri IV le Fidèle héritera de toute la Grande-Pologne. La naissance d'héritiers et l'exil de Ladislas rendent très vite cet accord caduc.

### Rapprochement avec le Brandebourg
Après le décès d'Henri III de Głogów le 9 décembre 1309, Henri IV (qui a pourtant l'âge de régner) et ses frères se retrouvent sous la protection de leur mère qui assure la régence jusqu'en 1312. En 1310, Henri IV se rapproche du Brandebourg en épousant Mathilde, la fille du margrave Hermann Ier. En gage, il offre Krosno Odrzańskie et Żagań au margrave (il récupérera ces territoires en 1319). Le 3 mars 1310, toujours dans le souci d'avoir de bonnes relations avec le Brandebourg, Henri IV, Conrad et Boleslas participent au congrès de Berlin sur la question de la Poméranie orientale. Ils vendent leurs droits sur la Poméranie de Gdańsk aux margraves. La même année, Henri IV doit affronter une première révolte de la chevalerie qui s'oppose à un démembrement des territoires de son père.

### Le premier partage de l'héritage d'HenriIII
En 1312, l'héritage de son père est divisé. Conrad et Boleslas obtiennent la partie orientale du duché paternel (avec Oleśnica et Kluczbork) ainsi que les régions de Kalisz et de Gniezno. Henri, Jean et Przemko reçoivent les régions de Głogów, de Ścinawa, de Żagań et de Grande-Pologne. Leur mère conserve Głogów.
La révolte gronde de nouveau. L'archevêque de Gniezno Jakub Świnka, et l'évêque de Poznań, André Zaremba, lancent un anathème contre les fils d'Henri III. La situation des héritiers d'Henri III est précaire. D'un côté, les ducs de Legnica revendiquent une partie de l'héritage d'Henri III. De l'autre côté, Ladislas le Bref menace toujours de conquérir toute la Grande-Pologne.

### Perte de la Grande-Pologne
Deux ans plus tard, s'appuyant sur la noblesse locale, Ladislas Ier s'empare de la plus grande partie de la Grande-Pologne. Les enfants d'Henri III ne conservent qu'un petit territoire situé près de l'Obra. Ils perdront ce territoire en 1332, à l'exception de Wschowa (qui sera perdu par Henri V de Fer).

### Alliance avec le Brandebourg
Pour essayer de reconquérir la Grande-Pologne, Henri IV s'allie avec le Brandebourg, espérant l'aide militaire des margraves. La fin de la dynastie des Ascaniens en 1320 ruine ce projet.

### Guerre avec les ducs de Legnica
La guerre avec les ducs de Legnica éclate en 1312. Un accord de paix est conclu le 8 janvier 1317. En échange de l'arrêt des hostilités, les enfants d'Henri III cèdent la région comprise entre l'Oder et la Wołów (avec Uraz et Lubiąż).

### Le second partage de l'héritage d'HenriIII
Lorsque Mathilde meurt en 1318, Głogów rejoint les territoires gouvernés par Henri IV et Przemko (Jean est devenu le seul duc de Ścinawa en 1317). En 1321, Przemko II obtient le duché de Głogów et Henri IV le duché de Żagań. À l'époque, Jean est déjà duc de Ścinawa, Boleslas duc d'Oleśnica et Conrad Ier duc de Namysłów.

### Guerre avec les ducs de Silésie
En 1322, les ducs silésiens (Bernard de Świdnica, Henri VI le Bon et Boleslas III le Prodigue) forment une coalition contre les enfants d'Henri III. Ladislas le Bref se trouve à la tête de celle-ci. Les enfants d'Henri III perdent Namysłów. Un an plus tard, pour éviter d'être contraint à rendre un hommage de vassalité à l'empereur Louis IV de Bavière, Henri IV place son petit duché sous la protection du pape.
Le 29 juillet 1326, Henri IV conclut un accord avec ses frères Jean et Przemko, en vertu duquel il héritera de leurs territoires s'ils meurent sans descendance. C'est une tentative de réunifier le duché de Głogów.

### Vassal de la Bohême
En 1327, la situation politique en Silésie change. À Opava, les ducs de Haute-Silésie rendent un hommage de vassalité à Jean de Luxembourg, ce qui signifie la perte de la région pour la Pologne. En 1329, Henri IV devient aussi un vassal de la Bohême, ainsi que ses frères Jean et Conrad. Il se trouve ainsi un nouvel allié qui remplace le Brandebourg.
En 1331, Przemko II meurt empoisonné. Son duché est partagé entre Henri IV et Jean de Ścinawa, la veuve de Przemko conservant temporairement la moitié de Głogów et Bytom Odrzański. Le souverain de Bohême s'oppose à cet arrangement. Il veut prendre le contrôle de cette région stratégique. Il s'empare des territoires de la veuve et rachète à Jean sa part de l'héritage de Przemko. Henri IV ne récupérera jamais la moitié du duché de Głogów à laquelle il a droit.
Pour éviter que Jean ne vende le reste de son territoire à la Bohême, Henri IV et Conrad Ier concluent un accord avec lui le 25 juillet 1334, par lequel il ne pourra vendre son territoire sans l'autorisation de ses frères. En 1337, le duché de Jean est racheté par Henri et Conrad. Le 30 avril 1341, Henri IV reçoit Wschowa, qui appartenait également à Jean.

### Décès et succession
Henri épouse Mathilde de Brandebourg, fille d'Hermann Ier, margrave de Brandebourg. Ils eurent quatre enfants :
- Henri V de Fer
- Hedwige (née 1312/1316 morte le 28 mai 1348) abbesse de Trzebnica en 1331,
- Agnès (1312/1321 morte 6/7 juillet 1362) épouse en 1333 de Lech de Racibor puis en 1341/1345 de Louis Ier de Brzeg
- Salomé (née 1320 morte 12 juin 1359) épouse 1328 Henri II de Reuss.

Henri IV le Fidèle meurt le 22 janvier 1342 à Żagań. Il y est inhumé dans l'église des Augustins.